# Haluk Güngör
Haluk Güngör (* 9. März 1970 in Ankara) ist ein ehemaliger türkischer Fußballtorhüter und -trainer, der zuletzt bei der türkischen Fußballnationalmannschaft als Torhütertrainer tätig war.

## Spielerkarriere
Güngör begann mit dem Profifußball 1990 beim damals neu in die 1. Lig aufgestiegenen Istanbuler Verein Bakırköyspor. Hier saß er in der ersten Saison, in welcher der Verein für mehrere Überraschungen sorgte und die Liga auf dem 6. Tabellenplatz beendete, ausschließlich auf der Ersatzbank bzw. spielte für die Reservemannschaft. Nachdem die zweite Saison für Güngör ebenso verlaufen war, gab er in seiner dritten Spielzeit für Bakırköyspor, in der Saison 1992/93, in einer Ligapartie gegen Karşıyaka SK sein Profidebüt. Zum Saisonende stieg sein Verein nach dreijähriger Erstligazugehörigkeit wieder in die 2. Lig ab. Hier eroberte sich Güngör auf Anhieb einen Stammplatz und absolvierte bis zum Saisonende nahezu alle Spiele seines Teams.
Im Sommer 1994 wechselte er gegen eine große Ablösesumme zum Ligakonkurrenten İstanbulspor. Istanbulspor wurde zu dieser Zeit vom Milliardär Cem Uzan aufgekauft und versuchte durch den Kauf von Stars und Talenten erst in die 1. Lig aufzusteigen und dann eine schlagkräftige Konkurrenz zu den drei großen Istanbuler Vereinen Galatasaray Istanbul, Fenerbahçe Istanbul und Beşiktaş Istanbul zu schaffen. In diesem Zusammenhang wurde auch Güngör als damals vielversprechendes Talent eingekauft. Bei seinem neuen Klub wurde er von seinem Trainer Kadri Aytaç sofort in die Stammelf aufgenommen. Zum Saisonende feierte Güngör mit seinem Verein die Vizemeisterschaft der zweiten türkischen Spielklasse und damit nach 24-jähriger Abstinenz den Aufstieg in die 1. Liga. In die 1. Liga aufgestiegen wurde Aytaç durch Leo Beenhakker abgelöst, womit auch Güngör seinen Stammplatz verlor. Er spielte die nächsten neun Jahre für Istanbulspor und fristete, außer der Spielzeit 1999/2000, in der er alle Ligaspiele seines Teams absolvierte, eher ein Reservistendasein.
Nachdem die Uzan-Familie im Jahre 2001 ihr finanzielles Engagement wieder zurückgezogen hatte, hatte der Verein nicht mehr genügend Geld, um sich langfristig in der höchsten türkischen Fußballliga zu halten. 2003 folgte der Bankrott und die Übernahme des insolventen Vereins durch den Staat. Güngör begann zwar die Saison 2003/04 bei Istanbulspor, wechselte aber, nachdem er in der Hinrunde zu keinem Einsatz kam, zur Rückrunde zum Zweitligisten Kayseri Erciyesspor. Hier wurde er auf Anhieb Stammspieler und stieg zum Saisonende als Vizemeister der 2. Liga in die 1. Liga auf. Nach dem Aufstieg tauschte der Verein mit dem Zweitligisten Kayserispor die Namens- und Wettbewerbsrechte und spielte zur nächsten Saison wieder in der TFF 1. Liga. So spielte auch Güngör wieder zweitklassig. Hier erreichte man zum Saisonende den Dritten Tabellenplatz und stieg erneut in die Süper Lig auf.
Zum Sommer 2005 verließ Güngör Erciyesspor und kehrte zu seinem alten Verein İstanbulspor zurück. Mit diesem, mittlerweile in der TFF 1. Liga, spielte er lange Zeit um den Aufstieg in die Süper Lig, verpasste ihn aber letztendlich.
Bereits nach einem Jahr verließ er Istanbulspor und heuerte beim Stadt- und Ligakonkurrenten Istanbul Büyükşehir Belediyespor an. Ausschlaggebend für diesen Wechsel zu Istanbul BB war dessen Cheftrainer Abdullah Avcı. Mit diesem hatte Güngör in seiner ersten Zeit bei Istanbulspor mehrerer Spielzeiten zusammengespielt. Zu Istanbul BB gewechselt saß er während der Hinrunde überwiegend auf der Ersatzbank und eroberte sich erst zur Rückrunde einen Stammplatz. Zum Saisonende feierte er mit seinem Team die Vizemeisterschaft der TFF 1. Lig und damit den ersten Aufstieg der Vereinsgeschichte in die Süper Lig. In die höchste türkische Spielklasse aufgestiegen, verlor er wieder seinen Stammplatz und kam in dieser Saison auf sechs Einsätze. Zum Sommer 2008 beendete er dann seine aktive Fußballspielerlaufbahn.

## Trainerkarriere
Im Anschluss an das Ende seiner aktiven Fußballspielerlaufbahn wechselte er bei seinem letzten Klub Istanbul Büyükşehir Belediyespor und übernahm den Posten des Torhütertrainers.
Nachdem er in dieser Tätigkeit dreieinhalb Jahre tätig gewesen war, wechselte er Ende 2011 zusammen mit seinem Cheftrainer Abdullah Avcı Türkische Fußballnationalmannschaft. Während Avcı von Guus Hiddink den Posten des Nationaltrainers übernahm, wurde Güngör sein Torhütertrainer. Mitte August 2013 trat Avcı von seinem Amt zurück. Dessen Nachfolger Fatih Terim, wählte Alper Boğuşlu als neuen Torhütertrainer aus, wodurch Güngör sich ebenfalls seinen Dienst bei der Nationalmannschaft einstellen musste.

## Erfolge

### Als Spieler
- Mit Istanbulspor
  - Vizemeister der TFF 1. Lig (1): 1994/95
  - Aufstieg in die Süper Lig: 1994/95

- Mit Kayseri Erciyesspor
  - Vizemeister der TFF 1. Lig (1): 2003/04
  - Aufstieg in die Süper Lig: 2003/04, 2004/05

- Mit Istanbul Büyükşehir Belediyespor
  - Vizemeister der TFF 1. Lig (1): 2006/07
  - Aufstieg in die Süper Lig: 2006/07